# Fontana della Terrina
Fontana della Terrina är en fontän på Piazza della Chiesa Nuova i Rione Parione i Rom. Fontänen, som är belägen framför Chiesa Nuova, ritades av Giacomo della Porta och invigdes år 1595. Fontänen var ursprungligen belägen på Campo dei Fiori, men den flyttades år 1924 till sin nuvarande plats. Fontänen förses med vatten från Acqua Marcia.

## Beskrivning
Fontänen beställdes ursprungligen av påve Gregorius XIII och designades av Giacomo della Porta. Fontänen placerades på Campo dei Fiori och bestod initialt endast av den nedre delen i marmor. Till myndigheternas förtret kom fontänen att användas som soptunna och en förbudsskylt sattes upp. Då detta inte hjälpte, lät påve Gregorius XV placera en övre del i travertin – ett lock – på fontänen. I folkmun fick fontänen namnet "la terrina", det vill säga "terrinen".
År 1889 monterades fontänen ned för att ge plats åt monumentet över den italienske dominikanmunken och filosofen Giordano Bruno som år 1600 brändes på bål som kättare på Campo dei Fiori. I 35 år stod La Terrina i ett romerskt magasin, tills den år 1924 återställdes och placerades på sin nuvarande plats. Fontänen restaurerades inför jubelåret 2000.

## Bilder
| - Fontana della Terrina på Campo dei Fiori. Gravyr av Giuseppe Vasi från år 1752. - Närbild. - Fontana della Terrina på Piazza della Chiesa Nuova på en karta från år 2021. |

### Webbkällor
- ”Fontana della Terrina” (på italienska). Sovrintendenza Capitolina ai Beni Culturali. Arkiverad från originalet den 24 augusti 2021. https://archive.md/Ztwwo. Läst 24 augusti 2021.
- ”Fontana della Terrina” (på italienska). info.roma.it. Arkiverad från originalet den 24 augusti 2021. https://archive.ph/9T8Dk. Läst 24 augusti 2021.